# 아마존 오로라
아마존 오로라(Amazon Aurora)는 아마존 웹 서비스가 2014년 10월부터 개발, 제공하는 관계형 데이터베이스 서비스이다. 오로라는 아마존 관계형 데이터베이스 서비스(RDS)의 일부로서 사용이 가능하다.

## 역사
아마존은 2014년 출시 직후 MySQL 호환 서비스를 제공했다. 2017년 10월 PostgreSQL 호환성을 추가했다.

## 같이 보기
- 아마존 관계형 데이터베이스 서비스